# I będziesz znów kochać
I będziesz znów kochać - singiel Kasi Kowalskiej z 1997. Piosenka została wydana na wielu składankach.
Muzyka K. Yoriadis, słowa K. Kowalska.

## Lista utworów
- "I będziesz znów kochać" (album version) - 4:00

## Twórcy
- Produkcja muzyczna - K. Kowalska.

## Listy przebojów
| Notowania                          | pozycja |
| ---------------------------------- | ------- |
| Lista Przebojów Programu Trzeciego | 29      |
| Szczecińska Lista Przebojów        | 46      |